# 阿特爾維爾
阿特爾維爾是瑞士的城鎮，位於該國北部，由阿爾高州負責管轄，面積2.22平方公里，海拔高度501米，2012年人口290，七成人口信奉基督教，人口密度每平方公里131人。